# Natalia Sidorowicz
Natalia Sidorowicz z domu Tomaszewska (ur. 9 września 1998 w Zakopanem) – polska biathlonistka. Brązowa medalistka Mistrzostw Europy Juniorów w Biathlonie 2018 w sztafecie mieszanej.

## Osiągnięcia

### Mistrzostwa świata
| Rok  | Miejscowość          | Konkurencje | Konkurencje | Konkurencje | Konkurencje | Konkurencje | Konkurencje | Konkurencje |
| Rok  | Miejscowość          | IN          | SP          | PU          | MS          | RL          | MR          | SR          |
| ---- | -------------------- | ----------- | ----------- | ----------- | ----------- | ----------- | ----------- | ----------- |
| 2023 | Oberhof              | 56.         | 74.         | –           | –           | 9.          | –           | –           |
| 2024 | Nové Město na Moravě | 47.         | 16.         | 14.         | 16.         | 6.          | –           | 13.         |
| 2025 | Lenzerheide          | 26.         | 13.         | 55.         | 23.         | 9.          | 14.         | –           |

### Mistrzostwa Europy
| Rok  | Miejscowość    | Konkurencje | Konkurencje | Konkurencje | Konkurencje | Konkurencje | Konkurencje | Konkurencje |
| Rok  | Miejscowość    | IN          | SP          | PU          | MS          | RL          | MR          | SR          |
| ---- | -------------- | ----------- | ----------- | ----------- | ----------- | ----------- | ----------- | ----------- |
| 2021 | Duszniki-Zdrój | 74.         | 77.         | –           | nd.         | nd.         | –           | –           |
| 2022 | Arber          | 67.         | 41.         | 8.          | nd.         | nd.         | –           | –           |

### Mistrzostwa świata juniorów

#### Junior młodszy
| Rok  | Miejscowość | Konkurencje | Konkurencje | Konkurencje | Konkurencje | Konkurencje | Konkurencje | Konkurencje |
| Rok  | Miejscowość | IN          | SP          | PU          | MS          | RL          | MR          | SR          |
| ---- | ----------- | ----------- | ----------- | ----------- | ----------- | ----------- | ----------- | ----------- |
| 2017 | Osrblie     | 28.         | 69.         | –           | nd.         | 15.         | nd.         | nd.         |

#### Junior
| Rok  | Miejscowość | Konkurencje | Konkurencje | Konkurencje | Konkurencje | Konkurencje | Konkurencje | Konkurencje |
| Rok  | Miejscowość | IN          | SP          | PU          | MS          | RL          | MR          | SR          |
| ---- | ----------- | ----------- | ----------- | ----------- | ----------- | ----------- | ----------- | ----------- |
| 2018 | Otepää      | 25.         | 12.         | 19.         | nd.         | 5.          | nd.         | nd.         |
| 2019 | Osrblie     | 66.         | 45.         | 44.         | nd.         | 10.         | nd.         | nd.         |
| 2020 | Lenzerheide | 32.         | 51.         | 44.         | nd.         | 6.          | nd.         | nd.         |

### Mistrzostwa Europy juniorów
| Rok  | Miejscowość          | Konkurencje | Konkurencje | Konkurencje | Konkurencje | Konkurencje | Konkurencje | Konkurencje |
| Rok  | Miejscowość          | IN          | SP          | PU          | MS          | RL          | MR          | SR          |
| ---- | -------------------- | ----------- | ----------- | ----------- | ----------- | ----------- | ----------- | ----------- |
| 2017 | Nové Město na Moravě | 79.         | 57.         | 55.         | nd.         | nd.         | nd.         | nd.         |
| 2018 | Pokljuka             | 31.         | 33.         | 25.         | nd.         | nd.         | 3.          | –           |
| 2019 | Sjusjøen             | 48.         | 61.         | –           | nd.         | nd.         | –           | 14.         |

### Igrzyska olimpijskie młodzieży
| Rok  | Miejscowość | Konkurencje | Konkurencje | Konkurencje | Konkurencje | Konkurencje | Konkurencje | Konkurencje |
| Rok  | Miejscowość | IN          | SP          | PU          | MS          | RL          | MR          | SR          |
| ---- | ----------- | ----------- | ----------- | ----------- | ----------- | ----------- | ----------- | ----------- |
| 2016 | Lillehammer | nd.         | 46.         | 41.         | nd.         | nd.         | 15.         | –           |

### Puchar Świata

#### Miejsca w klasyfikacji generalnej
| Sezon     | Miejsce           |
| --------- | ----------------- |
| 2021/2022 | niesklasyfikowana |
| 2022/2023 | niesklasyfikowana |
| 2023/2024 | 50.               |
| 2024/2025 | 29.               |

#### Miejsca w poszczególnych zawodach Pucharu Świata
| Sezon 2021/2022                                                         |    |    |    |    |    |    |    |    |    |    |    |    |    |    |    |    |    |    |    |        |        |        |        |        |
| IN                                                                      | SP | SP | PU | SP | PU | SP | PU | MS | SP | PU | SP | PU | IN | MS | SP | PU | SP | MS | SP | PU     | MS     | punkty | punkty | punkty |
| -                                                                       | -  | -  | -  | -  | -  | -  | -  | -  | -  | -  | 94 | -  | -  | -  | -  | -  | -  | -  | -  | -      | -      | 0      | 0      | 0      |
| Sezon 2022/2023                                                         |    |    |    |    |    |    |    |    |    |    |    |    |    |    |    |    |    |    |    |        |        |        |        |        |
| IN                                                                      | SP | PU | SP | PU | SP | PU | MS | SP | PU | IN | MS | SP | PU | SP | PU | IN | MS | SP | MS | punkty | punkty | punkty |        |        |
| 78                                                                      | 63 | -  | 68 | -  | 42 | 57 | -  | 80 | -  | -  | -  | 63 | -  | 55 | 52 | 47 | -  | 56 | -  | 0      | 0      | 0      |        |        |
| Sezon 2023/2024                                                         |    |    |    |    |    |    |    |    |    |    |    |    |    |    |    |    |    |    |    |        |        |        |        |        |
| IN                                                                      | SP | PU | SP | PU | SP | PU | MS | SP | PU | SP | PU | IN | MS | IN | MS | SP | PU | SP | PU | MS     | punkty | punkty |        |        |
| 53                                                                      | 52 | -  | 44 | 32 | 67 | -  | -  | 43 | 44 | 47 | 48 | 22 | 29 | 41 | -  | 29 | 26 | 36 | 34 | -      | 71     | 71     |        |        |
| Legenda                                                                 |    |    |    |    |    |    |    |    |    |    |    |    |    |    |    |    |    |    |    |        |        |        |        |        |
| 1 2 3 4-10 11-40 poniżej 40 – – zawodnik nie wystartował                |    |    |    |    |    |    |    |    |    |    |    |    |    |    |    |    |    |    |    |        |        |        |        |        |
| SP – sprint IN – bieg indywidualny PU – bieg pościgowy MS – bieg masowy |    |    |    |    |    |    |    |    |    |    |    |    |    |    |    |    |    |    |    |        |        |        |        |        |